# Mao Zemin
Mao Zemin (毛泽民, nome di cortesia Yǒnglián 咏莲; Hunan, 3 aprile 1896 – Sinkiang, 27 settembre 1943) è stato un politico e rivoluzionario cinese, primo dei due fratelli minori di Mao Zedong.
La sua data di nascita non è certa, ma nacque probabilmente verso il 1895. Nel 1922, a 27 anni, si iscrisse al Partito Comunista Cinese, seguito dal fratello minore Mao Zetan nel 1923. Nel 1943 fu catturato in un'imboscata tesagli dal signore della guerra Sheng Shicai nella provincia di Xinjiang e fatto giustiziare pochi giorni dopo, il 27 settembre 1943, all'età di 48 anni.